# Musique
Musique je čtvrté album od norské kapely Theatre of Tragedy.

## Seznam skladeb
1. „Machine“ – 4.14
2. „City of Light“ – 4.09
3. „Fragment“ – 4.00
4. „Musique“ – 3.29
5. „Commute“ – 5.25
6. „Radio“ – 3.39
7. „Image“ – 3.09
8. „Crash/Concrete“ – 3.29
9. „Retrospect“ – 4.03
10. „Reverie“ – 5.26
11. „Space Age“ – 4.16
12. „The New Man“ (Bonus Track) – 3.21